# 余國棟
余國棟（1932年12月21日—2008年4月22日），是一位越南共和國軍的空降兵中將。
余國棟曾於1974年10月30日至1975年1月任南越第3軍軍長，後被阮文全中將代替。

## 生平
余國棟1932年12月21日出生於越南西南部迪石明良（Minh Lương）永青雲村（làng Vĩnh Thanh Vân）的一個富裕地主家庭。
2008年4月22日，在美國加利福尼亞州亨廷頓比奇逝世。